# إيرني يبرش
إيرني يبرش (بالإنجليزية: Ernie Burch)‏ هو لاعب كرة قاعدة أمريكي، ولد في 9 سبتمبر 1856 في مقاطعة ديكالب في الولايات المتحدة، وتوفي في 12 أكتوبر 1892 في غوثري في الولايات المتحدة.

## وصلات خارجية
- إيرني يبرش على موقعبيزبول رفرنس.كوم (الدوري الرئيسي) (الإنجليزية)
- إيرني يبرش على موقعبيزبول رفرنس.كوم (الدوري الثانوي) (الإنجليزية)